# Allobaccha chalybea
Allobaccha chalybea är en tvåvingeart som först beskrevs av Hull 1964.  Allobaccha chalybea ingår i släktet Allobaccha och familjen blomflugor. Inga underarter finns listade i Catalogue of Life.